# Pierpont (Missouri)
Pierpont – wieś w Stanach Zjednoczonych, w stanie Missouri, w hrabstwie Boone.